# Lev Sverdline
Lev Naoumovitch Sverdline (en russe : Лев Наумович Свердлин), né en 1901 à Astrakhan et mort en 1969 à Moscou (Union soviétique) est un acteur soviétique, Artiste du peuple de l'URSS en 1954 et lauréat de trois Prix Staline (1947, 1949, 1951).

## Biographie
Sverdline étudie au GITIS à Moscou à partir de 1923, dans la classe de Vsevolod Meyerhold, qui fonde peu après son théâtre expérimental. Sverdline fait partie de sa troupe jusqu'à la fermeture du théâtre en 1938 et joue dans une vingtaine de pièces.
Il joue ensuite au théâtre Vakhtangov jusqu'à la guerre, en 1941, et de 1943 à 1969 au Théâtre dramatique de Moscou.
Sverdline joue ses premiers rôles au cinéma à partir de 1924, comme Youssouf (Ou samovo sinevo moria, Au bord de la mer bleue), Soukhé-Bator (Il s'appelle Soukhé-Bator), Weinstein (Attends-moi) d'Alexandre Stolper, Nasreddine (Nasreddine à Boukhara) de Yakov Protazanov, et Zalkind (Loin de Moscou) (1950).
Parallèlement à sa carrière d'acteur, il enseigne de 1924 à 1931 au Studio dramatique de l'État ouzbek à Moscou et au GITIS à partir de 1963. Il travaille aussi dans le doublage des dessins animés.

## Filmographie partielle
- 1935 : Au bord de la mer bleue (У самого синего моря) de Boris Barnet : Youssouf
- 1936 : 
  - Le Cirque (Цирк) de Grigori Alexandrov : spectateur
  - Père et Fils (Отец и сын) de Margarita Barskaïa : le père
- 1939 : Mes universités (Мои университеты) de Marc Donskoï : gardien
- 1943 : Nasreddine à Boukhara (Насреддин в Бухаре)  de Yakov Protazanov : Nasreddine
- 1944 : 
  - David Bek (Դավիթ-Բեկ) d'Amo Bek-Nazarov : ambassadeur russe
  - La Noce (Свадба, Svadba) d'Isidore Annenski : l'organiste
- 1945 : Des gens ordinaires : rôle non crédité
- 1946 : Le Croiseur Variague (Крейсер «Варяг») de Viktor Eisymont : consul japonais
- 1948 : Histoire d'un homme véritable (Повесть о настоящем человеке) d'Alexandre Stolper : Naoumov
- 1950 : Loin de Moscou (Далеко от Москвы, Daleko ot Moskvy) d'Alexandre Stolper : Mikhaïl Zalkind
- 1958 : Oleko Dounditch de Leonid Loukov
- 1963 : Vsio ostaiotsia lioudiam (Всё остаётся людям) de Gueorgui Natanson : directeur

## Distinctions
- prix Staline de 1er classe (1947), pour le rôle d'Andrei Valko dans le spectacle La Jeune Guarde d'Alexandre Fadeïev
- prix Staline de 2e classe (1949), pour le rôle d'Andrei Vereiski dans le spectacle La Loi d'honneur d'Alexander Stein
- prix Staline de 1er classe (1951), pour le rôle de Mikhail Zalkind dans le film Loin de Moscou (1950)
- Ordre du Drapeau rouge du Travail (1938, 1942)
- Artiste du peuple de l'URSS (1954)
- Ordre de Lénine (1967)